# Институт Катона
Институт Катона (англ. Cato Institute) — американская частная исследовательская и просветительская организация либертарианского направления, распространяющая классическое либертарианство. Институт отстаивает принципы ограниченного государства, рыночной экономики, свободной торговли и расширения свободы личности.
Эксперты Института Катона выступали с резкой критикой администрации президента США Джорджа Уокера Буша по целому ряду вопросов, включая иракскую войну, проблемы гражданских свобод, образования, здравоохранения, сельского хозяйства, энергетической политики и чрезмерных государственных расходов. Однако некоторые научные сотрудники Института разделяли позицию администрации Буша по другим направлениям, в первую очередь связанным с реформой социального обеспечения, глобальным потеплением, налоговой политикой и иммиграцией.

## История
Институт был основан Эдвардом Крейном (англ. Edward H. Crane) в Сан-Франциско в 1977 г., и первоначально финансировался Чарльзом Дж. Кохом (англ. Charles G. Koch). Происхождение его названия связано с «Письмами Катона» (англ. Cato’s Letters) — серией памфлетов, опубликованных в начале XVIII века в Британии Джоном Тренчардом (англ. John Trenchard) и Томасом Гордоном (англ. Thomas Gordon); в них излагались политические теории философа Джона Локка (англ. John Locke). Авторы памфлетов назвали их в честь Катона-младшего — защитника республиканских институтов в Древнем Риме. Одним из основателей Института, вошедшим в его первый Совет директоров, был либертарианец Мюррей Ротбард (англ. Murray Rothbard); считается, что именно он предложил Институту его название. В дальнейшем у Ротбарда возникли острые разногласия с коллегами по Совету, в результате чего он покинул Институт в 1981 году. В том же 1981 году Институт Катона переехал в Вашингтон, первоначально расположившись в особняке на Капитолийском холме. Своё нынешнее здание на Массачусетс Авеню он занимает с 1993 г.
В ноябре 2002 г. Ассоциация сетевого маркетинга (англ. Web Marketing Association) назвала сайт Института «лучшим сайтом общественной организации» (англ. Best Advocacy Website).

## Публикации
Институт Катона публикует периодические журналы Cato’s Letter, Cato Journal, Regulation, Cato Supreme Court Review и Cato Policy Report, а также исследовательские доклады по политическим вопросам. Среди изданных Институтом книг следующие: «Система социального обеспечения: внутренняя противоречивость» (Social Security: The Inherent Contradiction), «В защиту глобального капитализма» (In Defense of Global Capitalism), «Ваучерные войны» (Voucher Wars), «Это говорить запрещено! Антидискриминационное законодательство и угроза гражданским свободам» (You Can’t Say That!: The Growing Threat to Civil Liberties from Antidiscrimination Laws), «Мир и свобода: внешняя политика конституционной республики» (Peace and Freedom: A Foreign Policy for a Constitutional Republic), «Восстановление утраченной Конституции» (Restoring the Lost Constitution), и «Возвращение в мейнстрим: ещё раз об индивидуалистическом феминизме» (Reclaiming the Mainstream: Individualist Feminism Reconsidered) и многие другие.
В 1977—1982 гг. Институт Катона издавал журнал Inquiry (в дальнейшем он был передан фонду Libertarian Review Foundation), а в 1978—1979 гг. — Literature of Liberty (затем издание было передано Институту гуманитарных исследований (Institute for Humane Studies) и прекращено в 1982 г.). Институт также публиковал серию монографий «Cato Papers».

## Принципы деятельности
Деятельность Института Катона основана на традициях классического либерализма Джона Локка и Адама Смита. В трудах работающих там экспертов представлен целый ряд философских и религиозных точек зрения. Особое влияние на научные исследования Института оказали трое Нобелевских лауреатов. Милтон Фридман (Milton Friedman) первым выдвинул идею о реформировании системы образования, которая разрешала бы родителям выбирать школы для своих детей вне зависимости от района проживания; сегодня эта идея пропагандируется действующим при Институте Центром за свободу в сфере образования (Cato’s Center for Educational Freedom). Он также был одним из влиятельных сторонников ряда политических рекомендаций, поддерживавшихся исследователями Института, в том числе по вопросам монетаризма, отказа от комплектования армии по призыву и «войны с наркотиками». В основе работ исследователей Института по целому ряду тем также лежат идеи Ф. А. Хайека о спонтанном порядке и значении ценового механизма. Кроме того, критика Институтом ряда государственных программ базируется на трудах Джеймса М. Бьюкенена (James M. Buchanan) по «экономике общественного выбора».
На работу различных экспертов Института влияют разные концепции. Так, в памфлете, опубликованном в 2005 г. Дэном Гризвольдом (Dan Griswold), директором Центра по изучению торговой политики при Институте Катона, аргументы в пользу свободы личности излагались с позиций христианства. Аналитик Института Уилл Уилкинсон (Will Wilkinson), в свою очередь, утверждает, что самые убедительные доводы в поддержку свободы — это сочетание основных идей Ф. А. Хайека и Джона Роулса (John Rawls), философа, чьи эгалитарные взгляды зачастую расцениваются как антитеза либертарианству. Объективистская философия Айн Рэнд (Ayn Rand) также оказывает весьма сильное влияние на деятельность Института Катона. Объективисты разделяют с другими либертарианцами уважение к свободе личности, выступают за рыночную экономику и «ограниченное» государство. В 1997 г. Дэвид Боуз (David Boaz), исполнительный вице-президент Института Катона, отметил: любой объективист — по определению либертарианец.

### Напряжённые отношения с консервативным движением
В последние годы перед началом «республиканской революции» 1994 года Институт Катона часто рассматривали как «знаменосца» консервативного движения в США. Либертарианские идеалы оказали большое влияние на Барри Голдуотера (Barry Goldwater) и Рональда Рейгана, которым ставят в заслугу реформу и обновление Республиканской партии и которых считают ведущими фигурами консервативного движения второй половины XX века.
Несмотря на это, Институт Катона официально отвергает утверждения о своей принадлежности к консервативному движению, поскольку «консерватизм отдаёт нежеланием перемен, стремлением сохранить статус-кво». Напряжённость в отношениях с консерваторами с особой наглядностью проявилась в последние годы, когда Институт выступил с резкой критикой в адрес нынешних республиканских лидеров. Это усиление разногласий вероятно обусловлено всё более активной поддержкой республиканской администрацией мер, связанных с государственным вмешательством в экономику и общественную жизнь, ростом бюджетных расходов, и неоконсервативным внешнеполитическим курсом.
Кроме того, исследователи из Института Катона резко критикуют расширение полномочий исполнительной власти при президенте Джордже Буше-младшем, а также его действия в ходе войны в Ираке. В 2006—2007 годах Институт опубликовал две книги, упрекающие Республиканскую партию в отходе от идеалов «ограниченного государства», поддержка которых позволила им в 1994 году завоевать большинство в Конгрессе. В свою очередь, лишь меньшинство конгрессменов-республиканцев поддержало выдвинутые президентом Джорджем Бушем-младшим в 2005 году предложения о частичной приватизации системы соцобеспечения (эту идею решительно поддерживал Институт Катона). Кроме того, план президента Буша в области иммиграционной политики — основанный на рекомендациях сотрудника Института Дэна Гризвольда — был провален в Конгрессе США в основном благодаря противодействию консервативно настроенных конгрессменов-республиканцев.
Особо негативное отношение у президента Института Эда Крейна вызывает неоконсервативная идеология. В статье, опубликованной в 2003 году совместно с председателем Совета директоров Института Уильямом Нисканеном, он расценил неоконсерватизм как «серьёзнейшую угрозу свободе, возможно более опасную, чем „выдохшиеся“ идеи левого либерализма». Ещё в 1995 году Крейн отмечал, что неоконсерваторов «отличает по сути благожелательное отношение к государству», что он считает антитезой либертарианским идеям свободы личности. Команда специалистов по внешней политике, работающая в Институте, часто критикует внешнеполитический курс неоконсерваторов.

## Позиция Института Катона по актуальным политическим вопросам
Следуя своему девизу, Институт Катона выступает за политические шаги, способствующие «свободе личности, ограничению государства, свободному рынку и миру». В своих политических исследованиях сотрудники Института выступают с либертарианских позиций, как правило, поддерживая снижение государственного вмешательства во внутриполитическую, общественную и экономическую жизнь, а также военного и политического вмешательства на мировой арене. Конкретные политические предложения, выдвигаемые экспертами Института, включают отмену минимальной зарплаты как шага, ограничивающего возможности для принятия на работу сотрудников, которые были бы согласны работать за меньшую плату; реформирование политики в отношении незаконных наркотических веществ; ликвидацию правительственных грантов и другой финансовой помощи для корпораций и торговых барьеров; сокращение вмешательства федеральных властей в деятельность рынка, а также в дела местных административных единиц и штатов; расширение возможностей родителей по выбору школ для детей; прекращение дискриминации руками государства (как традиционной консервативной — по расовому принципу, так и традиционной либеральной — привилегий для этнических и иных меньшинств) и отмену ограничений дискриминации со стороны частных лиц.

### Проблемы социального обеспечения
В 1995 г. Институт Катона приступил к реализации Проекта по приватизации системы соцобеспечения (в 2002 г. он был переименован в Проект по обеспечению выбора системы социального обеспечения). Это изменение названия было призвано подчеркнуть, что предлагаемая реформа позволит американцам добровольно участвовать или не участвовать в государственной программе соцстрахования. Подобно другим организациям, поддерживающим концепцию «личных накопительных счетов на нужды здравоохранения», сотрудники Института сегодня стараются не употреблять для характеристики этой меры слово «приватизация», поскольку в обществе оно в настоящее время вызывает негативные ассоциации.
Предложения Института Катона по социальному обеспечению предусматривают предоставление работникам возможности перевода половины своих пенсионных взносов (6,2 %) на индивидуальные счета в обмен на отказ от любых будущих выплат в рамках системы соцстрахования. Люди, выбравшие этот вариант, смогут торговать уже причитающимися им выплатами в виде облигаций, что позволит им при желании реинвестировать эти средства в более прибыльные ценные бумаги. Однако применительно к этим работникам прошлые и будущие выплаты в систему соцстрахования в рамках налога на зарплату, которые номинально осуществляются работодателями, пойдут на финансирование социального страхования людей, которые предпочтут традиционную схему.
Исследователи Института подчеркивают, что систему соцстрахования в её нынешнем виде поддерживать невозможно: чтобы обеспечить её финансовую состоятельность, придется увеличивать налоги и сокращать выплаты. Поскольку система финансируется за счет текущих поступлений, получается, что нынешнее поколение рабочих оплачивает страхование предыдущего (то есть пенсионеров). По мере того, как соотношение между работающими и пенсионерами уменьшается, бремя налога на зарплату для первых будет увеличиваться. Сотрудники Института подчеркивают и другое преимущество своей схемы — право наследования. Предложения Института Катона, в отличие от нынешней системы, предусматривают для работников возможность завещать средства со своих индивидуальных счетов законным наследникам на тот случай, если они умрут, не достигнув пенсионного возраста.
В 2003 г. Институт Катона заявил, что план президента Буша по приватизации социального страхования вполне возможно профинансировать, если государство откажется от ассигнований на поддержку корпораций.

### Внешняя политика и ситуация с гражданскими свободами
В последние годы позиция Института Катона — неприятие интервенционистской внешней политики и отстаивание гражданских свобод — часто побуждала его сотрудников к критике администрации, будь то республиканцы или демократы. Эксперты Института выступали против операции в Персидском заливе, проведенной в 1991 г. президентом Джорджем Бушем-старшим, интервенций президента Клинтона на Гаити и в Косово и вторжения в Ирак в 2003 г. по приказу президента Джорджа Буша-младшего. С другой стороны, Институт Катона поддержал вторжение в Афганистан в 2001 г., считая его адекватной реакцией на теракты 11 сентября.
Столь же критически эксперты Института Катона оценивают происходящее в последние годы, как они считают, ущемление гражданских свобод американцев. Они резко осудили проведенную в 1993 г. по приказу тогдашнего министра юстиции Джанет Рино (Janet Reno) операцию против последователей Ветви Давидовой в Уэйко (штат Техас). Позднее они критиковали принятый в США Закон о борьбе с терроризмом (Patriot Act), содержание под стражей участников так называемых неприятельских незаконных вооруженных формирований вроде Хосе Падильи (José Padilla) в тюрьме Гуантанамо и энергичное отстаивание администрацией Буша-младшего прав исполнительной власти на односторонние действия.

### Другие внутриполитические проблемы
В публикациях Института Катона содержится резкая критика в адрес соглашений, заключённых в 1998 г. между властями ряда штатов и табачными компаниями. Кроме того, выступая за экономическую политику по принципу laissez-faire, ученые Института предлагают предоставить иммигрантам право работать в США.
Институт Катона выступал за внесение поправки в Конституцию США, запрещающей принятие несбалансированного бюджета. По мнению Института, это создало бы механизм, автоматически обуздывающий дефицитное финансирование государственных расходов.
В 2003 г. Институт подготовил экспертное заключение в поддержку решения Верховного суда по делу «Лоуренс против штата Техас», отменившего сохранявшиеся в некоторых штатах законы, запрещавшие частные некоммерческие гомосексуальные отношения между совершеннолетними по взаимному согласию. В качестве одного из оснований своей поддержки постановления Институт Катона сослался на 14 поправку к Конституции.
Что касается других внутриполитических вопросов, то Институт подвергает резкой критике нынешнюю линию властей в борьбе с наркотиками и усиливающуюся, как он считает, милитаризацию правоохранительной деятельности в США. Кроме того, он резко выступает против «чрезмерной опеки» государства, в частности, законов о запрете курения и обязательном использовании автомобилистами ремней безопасности.

### Экологическая политика
Сотрудники Института Катона уделяют большое внимание проблемам, связанным с окружающей средой, в том числе вопросам о глобальном потеплении, экологическом регулировании и энергетической политике. По состоянию на январь 2008 г. «энергетика и экология» числились в списке 13 основных «направлений научной деятельности» Института, а среди шести тем в его рамках указывалось глобальное потепление. За последние годы Институт опубликовал более 20 работ по проблемам энергетики и экологии, что примерно соответствует объёмам его научной продукции по другим направлениям.
Исследования Института по проблеме глобального потепления — одна из сфер его деятельности, вызывающих наиболее разноречивые отклики. Он провел ряд брифингов по этой теме с участием специалистов, скептически относящихся к самому факту глобального потепления. В декабре 2003 г., в частности, он пригласил Патрика Майклса (Patrick Michaels), Роберта Бэллинга (Robert Balling) и Джона Кристи (John Christy). Позднее Бэллинг и Кристи выступали с заявлениями о том, что глобальное потепление, по крайней мере отчасти, все же связано с антропогенным фактором: «Ни один из известных механизмов не способен в краткосрочной перспективе остановить глобальное потепление. Международные соглашения, например Киотский протокол к Рамочной конвенции ООН по изменению климата, не окажут сколько-нибудь заметного воздействия на среднюю температуру на планете в обозримой с политической точки зрения перспективе (порядка 50 лет) даже при полном их соблюдении».
Институт часто критикует позицию Эла Гора (Al Gore) по вопросам, связанным с глобальным потеплением, и разделяет скептическое отношение администрации Буша к Киотскому протоколу.
С другой стороны, ученые из Института Катона критически оценивают взгляды администрации Буша на энергетическую политику. В 2003 г. исследователи Джерри Тейлор и Питер Ван Дорен (Peter Van Doren) назвали предложенный республиканцами законопроект по энергетике «набором льгот для корпораций, символических жестов и популистских проектов, растянувшимся на сотни страниц». Институт также выступает против предложений президента увеличить субсидии на производство этанола.

## Финансирование
Институт Катона квалифицируется как одна из организаций, соответствующих положениям статьи 501(c)(3) Налогового кодекса США. Он не проводит заказных исследований и не финансируется государством. Средства на свою деятельность он получает в основном за счёт частных пожертвований.
Согласно отчету Института за 2007 финансовый год, его расходы составили 19,4 миллиона долларов, а доходы — 20,4 миллиона. В отчёте указано, что 74 % доходов за этот год составили пожертвования отдельных лиц, 15 % — поступления от фондов, 3 % — спонсорская помощь корпораций, и 8 % — выручка от «программ и других источников дохода» (то есть от продаж изданий Института, гонораров по программам и др).

### Фонды, оказывающие Институту финансовую поддержку
Институту Катона выделяют средства:
- Castle Rock Foundation (ранее назывался Coors Foundation)
- Charles G. Koch Charitable Foundation
- Фонд Эрхарта (Earhart Foundation)
- JM Foundation
- John M. Olin Foundation, Inc.
- Claude R. Lambe Charitable Foundation
- Lynde and Harry Bradley Foundation
- Scaife Foundations (Сара Меллон Скейф (Sarah Mellon Scaife), Карфаген)

### Поддержка со стороны корпораций
Подобно многим другим исследовательским организациям, Институт Катона получает финансовую помощь от ряда корпораций, но в его поступлениях эти средства составляют относительно небольшой процент. Так, в 2007 финансовом году корпоративные пожертвования составили лишь 3 % от бюджета Института.
По словам сторонников Института, относительная скудость корпоративного финансирования позволяет ему занимать независимую научную позицию по политическим вопросам. В 2004 г. Институт «прогневил» американские фармацевтические компании, опубликовав доклад, в котором выражалась поддержка «реимпорта лекарств». Институт также публикует немало исследований по проблеме государственной финансовой поддержки некоторых корпораций — практики, в рамках которой государственные чиновники направляют средства налогоплательщиков, как правило в форме целевого бюджетного финансирования, частным корпорациям с хорошими политическими связями. Так, в 2002 г. Президент Института Эд Крейн и исполнительный директор организации Sierra Club Карл Поуп (Carl Pope) опубликовали в Washington Post статью с призывом отклонить предложенный республиканцами закон об энергетике, утверждая, что он, по сути, представляет собой «кормушку» для вашингтонских лоббистов. В 2005 г. сотрудник Института Джерри Тейлор вместе с Дэниэлом Беккером (Daniel Becker) из Sierra Club в очередной раз раскритиковали тот же законопроект за потворство групповым корпоративным интересам.
В 1998—2004 гг. Институт Катона получил 90 000 долларов от ExxonMobil — эта сумма составила 0,1 % от его бюджета за указанный период.

## Сотрудники Института Катона в новостях
С Институтом Катона сотрудничало несколько ученых, удостоившихся высшего академического признания, в том числе Нобелевские лауреаты Фридрих Хайек, Милтон Фридман, Джеймс Бьюкенен и Вернон Смит.
В 2004 г. старший научный сотрудник Института Рэнди Барнет (Randy Barnett) выступал в Верховном суде на слушаниях по делу «Гонсалес против Рейча».
Научный сотрудник Института Пи Джей О’Рурк — известный в Америке юмористический писатель и автор бестселлеров «Парламент шлюх» (Parliament of Whores), «Все беды мира» (All the Trouble in the World) и других книг.
Высказывания аналитика Института Рэдли Бэлко (Radley Balko) цитировал в 2006 г. судья Верховного суда Брейер в особом мнении в связи с решением по делу «Хадсон против штата Мичиган» о вторжениях правоохранительных органов в дома частных лиц.
Старший научный сотрудник Института Роберт А. Леви (Robert A. Levy) лично финансировал истцов, оспоривших в суде запрет на огнестрельное оружие в Округе Колумбия; это важное дело по истолкованию Второй поправки к Конституции рассматривалось Верховным судом в начале 2008 г.

## Премия им. Милтона Фридмана за вклад в распространение свободы
С 2002 г. Институт Катона раз в два года присваивает Премию им. Милтона Фридмана за вклад в распространение свободы в мире (Milton Friedman Prize for Advancing Liberty) «лицам, внесшим существенный вклад в укрепление свободы людей». Сумма премии составляет 500 000 долларов.
Лауреаты премии:
- 2002 Питер Томас Бауэр (Peter Thomas Bauer), Великобритания;
- 2004 Эрнандо де Сото, Перу;
- 2006 Март Лаар, Эстония;
- 2008 Йон Гойкочея (Yon Goicoechea), Венесуэла;
- 2010 Акбар Ганжи (Akbar Ganji), Иран.
- 2012 Мао Юши, Китай
- 2014 Лешек Бальцерович, Польша
- 2016 Флемминг Роуз, Дания
- 2018 Женщины в белом, Куба
- 2021 Проект «Невиновность», США
- 2023 Джимми Лай, Гонконг

## Совет директоров по состоянию на январь 2010 года
Список членов совета директоров института:
- К. Такер Андерсен (K. Tucker Andersen), старший консультант, Cumberland Associates LLC
- Фрэнк Бонд (Frank Bond), председатель совета директоров The Foundation Group
- Эдвард Крейн (Edward H. Crane), президент Института Катона
- Ричард Деннис (Richard Dennis), президент Dennis Trading Group
- Этельмэй К. Хамфрис (Ethelmae C. Humphreys), председатель совета директоров Tamko Roofing Products, Inc.
- Дэвид Кох, исполнительный вице-президент Koch Industries, Inc.
- Роберт А. Леви (Robert A. Levy) председатель совета директоров Института Катона
- Джон Мелоун (John C. Malone), председатель совета директоров Liberty Media Corporation
- Уильям Нисканен (William A. Niskanen), Почётный председатель совета директоров Института Катона
- Дэвид Пэдден (David H. Padden), президент Padden and Company
- Льюис Рэндалл (Lewis E. Randall), член совета директоров E-Trade Financial Corporation
- Ховард Рич (Howard Rich), президент U.S. Term Limits
- Дональд Смит (Donald G. Smith), президент Donald Smith & Co.
- Джеффри Ясс (Jeffrey S. Yass), управляющий директор Susquehana International Group, LLP
- Фред Янг (Fred Young), бывший владелец Young Radiator Company